# Молла Сиродж
Молла Сиродж (тал. Mollə Siroč; XVIII век, Ленкорань, Талыш) — талышский поэт XVIII века.

## Биография
Можно сказать, что и после Шейх Сефи ад-Дина в более поздние периоды существовали выдающиеся поэты, оставившие образцы поэзии на родном талышском языке. О поэте Молле Сиродже рассказывается в рукописи «Стихи Моллы Исмаила на талышском языке» академика Бориса Андреевича Дорна. 1 мая 1861 года рукопись для Дорна собрал ахунд Молла Исмаил сын ахунда Моллы Гаффара по просьбе Ибрагим-бека Талышинского. Рукопись Молла Исмаила состоит из 20 страниц и включает в себя различные четверостишия и два рассказа на талышском языке.
Молла Сиродж древний талышский поэт Ленкорани, как пишет о нём Молла Исмаил. О личности Моллы Сироджа Молла Исмаил не предоставил информации. Имя Моллы Сироджа не фигурирует в списке поэтов Ленкорани XIX века, поэтому вероятнее следует искать литературные следы этого поэта, по меньшей мере, в XVIII веке.

### Поэзия
Четверостишия Моллы Сироджа по форме представляют рубаи и состоят из 11 слогов.

#### Пример рубаи[1]
| На талышском | Перевод |
| --- | --- |
| Məllo Siroč, cyjoš bardə fikr xəjoli, Həmrəhon həmə šəən, mandəš čyjoli, Libosy kanəje, raštə zyǧoli, Həni də məčlisi čo mandə nije. | Молла Сиродж, задумчив ты, словно в глубоком раздумье, Ровесников потеряв, одиноко ты живешь. Твоя одежда слишком стара, что носишь, как в забытьи, Больше не пропущу меджлисов, воспоминаний не избегу. |

Четверостиший написаны на северном диалекте талышского языка. Однако употребление архаизмов иногда затрудняет правильное понимание истинного значения четверостиший, что является характерной чертой многих литературных рукописей позднего средневековья.
Тематика четверостишия Моллы Сироджа отражает религиозно-философские аспекты и ценности шиитского тариката. В художественном отношении в поэзии Моллы Сироджа выделяются черты, характерные для классической талышской поэзии.